# 야마시타 도모히사 루트 66~단 한 명의 미국
야마시타 토모히사 루트 66~단 한 명의 미국(山下智久・ルート66〜たった一人のアメリカ)는 NTV에서 2012년 1월 2일부터 3월 26일까지 방송된 기행 다큐멘터리이다. 쟈니즈 사무소 소속 탤런트에 의한 기행 프로그램 〈J'J시리즈〉의 제1작.

## 개요
야마시타 토모히사가 미국의 유명한 국도 "루트 66"를 자신의 출생년도와 같은 1985년제 "쉐보레 C20"를 타고 시카고에서 샌타모니카까지 3755km를 달리는 홀로 떠난 여행을 밀착한다.
야마시타에게 드라마 이외의 첫 레귤러 프로그램이다.
촬영은 2011년 11월 3일부터 11월 18일까지 진행되며, 약 3개월에 걸쳐 방송되었다.

## 출연자
- 야마시타 토모히사

## 제작진
- 내레이터 : 케이 그랜트
- 구성 : 호리에 토시유키, 카토 쥰이치로, 미야시타 유지
- 브레인 : 모리야 켄타로
- 로케 카메라 : 쿠보타 마사후미, 부지 야스타카
- 로케 음성 : 오가타 마사히로
- 코디 : 코스모 스페이스 오브 아메리카
- 편집 MA : 스튜디오 벨트
- 이펙터 : 콘노 나오히데, 스즈키 노부유키
- 스틸 : 히라오카 슌
- 메이크업 : 야마자키 사토시
- 기술 협력 : 비디오 스퀘어
- 협력 : 워너 뮤직 재팬, BE-POP
- 데스크 : 모리타 마유미
- 제작 진행 : 스다 타케미
- AD : 오기 리에, 시모무라 카오리
- AP : 츠카모토 미츠노리
- 편성 : 와키야마 코이치
- 홍보 : 니시무로 유카리
- 국도 66 제작위원회 : 고바야시 마사타카, 오차노 마에카, 유키자네 료
- 감독 : 히라노 신이치, 호시노 타카오
- 연출 : 이시무라 슈지, 요시와라 도시카즈
- 편성 기획 : 우에노 히로유키
- 프로듀서 : 사토 에이
- 치프 프로듀서 : 스즈에 히데키
- 협력 : 쟈니즈 사무소
- 제작 협력 : 요미우리 영상
- 기획 제작 : NTV
- 제작 저작권 : 국도 66 제작위원회 (DN 드림 파트너즈, Bop)